# Theodoros von Kyrene (Mathematiker)
Theodoros von Kyrene (griechisch Θεόδωρος Theódōros; * um 475/460 v. Chr.; † nach 399 v. Chr.) war ein antiker griechischer Mathematiker.

## Leben
Theodoros stammte aus Kyrene, einer griechischen Stadt im heutigen Libyen. Nach Platons Darstellung gehörte er zur Generation des Sokrates. Dies stimmt mit den Angaben des Eudemos von Rhodos in dessen „Geschichte der Geometrie“ überein. Daraus ergibt sich eine Datierung seiner Geburt um 475/460 v. Chr. Da er Sokrates überlebte, ist er nach 399 v. Chr. gestorben.
Theodoros war ein Schüler und Freund des berühmten Sophisten Protagoras, doch wandte er sich schon früh von der Sophistik ab und der Geometrie zu. Er war nicht nur Mathematiker, sondern galt auch in der Astronomie und Musik als hervorragender Fachmann. In diesen Fächern erteilte er Unterricht. Zu seinen Schülern zählte der Mathematiker Theaitetos. Vielleicht wurde auch Platon von ihm unterwiesen. Ob er sich in Athen, wo Platon lebte, aufgehalten hat, oder ob Platon ihn in Kyrene aufgesucht hat, wie der Philosophiegeschichtsschreiber Diogenes Laertios behauptet, ist unklar. Möglicherweise ist sein Aufenthalt in Athen, von dem Platon berichtet, eine literarische Erfindung. Der spätantike Philosoph Iamblichos von Chalkis zählte Theodoros zu den Pythagoreern, doch wird die Glaubwürdigkeit dieser Nachricht in der Forschung bezweifelt. Offenbar war Theodoros kein Philosoph; nach Platons Darstellung wollte er sich nicht an philosophischen Untersuchungen beteiligen, da er sich auf diesem Gebiet nicht für kompetent hielt.
Theodoros von Kyrene und Hippokrates von Chios waren bedeutend für die Geschichte der Geometrie. Von Hippokrates wurde die Quadratur der Möndchen bekannt, von Theodoros ist keine Schrift überliefert, allein Platons Dialog Theaitetos verweist auf seine Entdeckungen. Demnach hätte er in einem Vortrag gezeigt, dass die Seiten von Quadraten mit 3, 5,…,17 Fuß Flächeninhalt inkommensurabel zur Einheitsstrecke sind. Als Hörer dieses Vortrags hätte der Mathematiker Theaitetos daraus geschlossen, dass die dynameis der Menge nach unbegrenzt seien, wobei er dynameis als diejenigen Strecken definierte, deren Quadrat den Flächeninhalt einer nicht quadratischen natürlichen Zahl hat. Nach modernem Verständnis hätte demnach Theodoros bewiesen, dass für alle nicht quadratischen natürlichen Zahlen die Quadratwurzel keine rationale Zahl ist.
In der Forschung wird die die von Platon beschriebene Entdeckung des Theodoros, trotz berechtigtem Zweifel, nicht als eine Fiktion abgetan, zumal sie in Theaitetos` Theorie der irrationalen Strecken vorausgesetzt wird. Daher gibt es seit dem 19. Jhd. zahlreiche Versuche den Beweis des Theodoros zu rekonstruieren. Bekannt ist die Wurzelschnecke, wonach Theodoros bei 17 aufgehört hätte, die aber für die Wurzelstrecken nichts beweist. Dem entgegen stehen ernsthafte Versuche, den Beweis des Theodoros zu rekonstruieren, die sich durch die jeweils benutzten Mittel unterscheiden. Z.B. mit Restklassen, mit Wechselwegnahme, mit der Pellschen Gleichung, oder mit rechtwinkligen Dreiecken. Dabei stellen die Autoren jeweils fest, dass mit den Mitteln, die Theodoros zur Verfügung standen, die Beweise zwar bis 17, aber nicht darüber hinaus durchzuführen sind. Jedoch war nach Theaitetos für den Beweis des Theodoros keine Grenze gegeben. Eine dementsprechende geometrische Rekonstruktion, die für beliebige nicht quadratische Zahlen zu verallgemeinern ist, wurde kürzlich gefunden.
Ferner befasste sich Theodoros mit Kurven. Der spätantike Philosoph Proklos berichtet, Theodoros habe die Schraubenlinie als „Verschmelzung“ (krásis) einer geraden und einer runden Linie bezeichnet. Dagegen protestierte Proklos, der meinte, die Mischung der geraden und der runden Linie komme bei der Schraubenlinie weder durch Zusammensetzung noch durch Verschmelzung zustande. Die Identität des von Proklos erwähnten Theodoros mit Theodoros von Kyrene ist allerdings in der Forschung umstritten.

## Literarische Rezeption
Theodoros ist Gesprächsteilnehmer in Platons fiktivem literarischem Dialog Theaitetos. Der Dialog spielt im Jahre 399 v. Chr., Theodoros ist bereits ein alter Mann. Auch in Platons Dialogen Sophistes und Politikos ist Theodoros unter den Anwesenden, er spielt im Gespräch aber nur eine geringfügige Rolle.